# Fjärskären

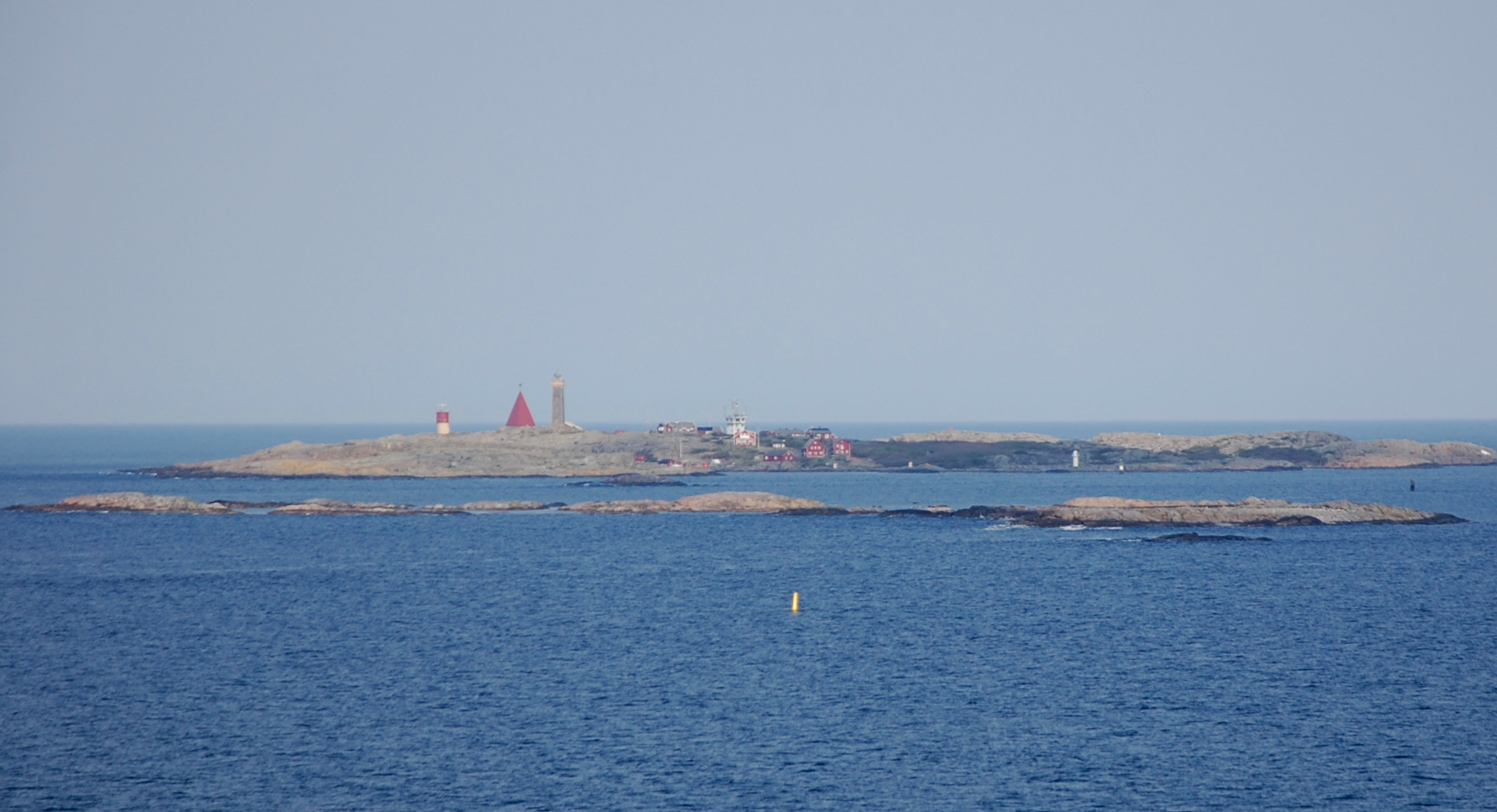
Im Vordergrund Fjärskären, im Hintergrund Vinga

Fjärskären ist eine kleine unbewohnte zu Schweden gehörende Inselgruppe im Kattegat westlich vor Göteborg in der Provinz Västra Götalands län.
Sie ist Teil des südlichen Göteborger Schärengartens und gehört zur Gemeinde Göteborg. Etwas weiter westlich liegen die Inseln Rågbåden, Koholmen und Vinga, östlich Smörslagan. Zur Fjärskären gehören etwa 30 aus Felsklippen bestehende Kleinstinseln, die sich über eine Fläche von 700 mal 300 Metern verteilen. Am Ostrand der Inselgruppe liegt die größte Einzelinsel. In Ost-West-Richtung beträgt ihre maximale Ausdehnung etwa 300 Meter, in Nord-Süd-Richtung 100 Meter.
Unmittelbar nördlich von Fjärskären befindet sich in der See ein vom schwedischen Zentralamt für Denkmalschutz Riksantikvarieämbetet ausgewiesenes Denkmal.
Östlich von Fjärskären führen die Fährrouten Göteborg–Kiel und Göteborg–Frederikshavn vorbei.